# 웬디 배리
웬디 배리(Wendy Barrie, 1912년 4월 18일 ~ 1978년 2월 2일)는 미국의 배우, 연극 배우, 영화배우, 텔레비전 배우이다.

## 영화
- 슬리퍼 앤 더 로즈 (1976년)
- 썸머 홀리데이 (1963년)
- 틴에이저 스토리 (1961년)
- 평범한 여인의 행복 (1954년)
- 언제나 영원히 (1943년)
- 배스커빌가의 개 (1939년)
- 내가 법이다 (1938년)
- 출입 금지 (1937년) - 케이 역
- 언더 유어 스펠 (1936년)
- 더 빅 브로드캐스트 오브 1936 (1935년)
- 헨리 8세 (1933년)